# Efekt okopowy
Efekt okopowy (ang. trench effect) albo efekt rynny – nazwa zaproponowana do opisu zjawiska, zaobserwowanego i zidentyfikowanego po raz pierwszy podczas pożaru schodów ruchomych na stacji metra King's Cross w Londynie 18 listopada 1987. Efekt polega na tym, że płomienie pożaru rozprzestrzeniające się wzdłuż nachylonego względem poziomu rowu („okopu”), jakim jest eskalator ruchomych schodów wraz z poręczami, mają skłonność do „przyklejania się” do palnego dna i poręczy i pełzania w górę zamiast unosić się pionowo, jak mogłoby wynikać ze zwykłych obserwacji ruchu gorących gazów.
Efekt ten, w związku z tym, że schody i poręcze na King's Cross były wykonane z m.in. drewna i innych łatwopalnych materiałów, spowodował niezwykle silne nagrzanie się tych materiałów do temperatury samozapłonu i następnie do gwałtownego wybuchu. Zjawisko to przed rokiem 1987 nie było znane, a i w czasie śledztwa w sprawie pożaru na King's Cross nie od razu zostało rozpoznane. Dzięki odtworzeniu drogą symulacji komputerowej sytuacji zaistniałej w londyńskim metrze skonstatowano nieoczekiwane pełzanie płomieni po dnie rowu (kanału, „okopu”). Nie do końca dowierzając wynikom obliczeń, zbudowano model sytuacyjny w skali 1:3, który następnie podpalono i w ten sposób ostatecznie potwierdzono istnienie tego zjawiska.
Fenomen ten jest nałożeniem się dwóch wcześniej już znanych zjawisk: efektu Coandy (nazwanego od nazwiska rumuńskiego naukowca, badacza aerodynamiki Henri Marie Coandă) oraz efektu „rozgorzenia” (ang. flashover) – gwałtownego zapłonu gazów pożarowych.